# 瑪麗亞·瑪格麗塔·基希
瑪麗亞·瑪格麗塔·基希（原名是溫克爾曼：née  Winckelmann，婚後改名為Maria Margaretha Kirchin；1670年2月25日－1720年12月29日）是德國天文學家，由於她分別於1709年和1712年撰寫了關於太陽與土星、金星和木星合的著作，成為當時著名的天文學家之一。

## 早期生涯
瑪利亞從小就從她父親接受基督教路德宗的教導；他認為她應該得到與當時的年輕男孩同樣的教育。在13歲時，她失去了父親和母親。當時，她轉而接受姊夫賈斯汀·托內爾和住在附近的著名天文學家克裡斯托夫·阿諾德的一般教育。她的叔叔繼續她的教育。由於瑪莉亞從小就對天文學感興趣，她利用機會與住在萊比錫附近，在索默費爾德當農民，自學成才的天文學家阿諾德一起學習。她成為阿諾德非正式的學徒，後來成為他的助手，並與他們的家人住在一起。然而，天文學並不是完全遵依照公會路線組織。
經由阿諾德，瑪利亞認識了比她大30歲的著名德國天文學家和數學家戈特弗里德·基希。他們於1692年結婚，後來生了4個孩子；他們都跟隨父母的腳步研究天文學。在1700年，這對夫婦搬到柏林，當選為布蘭登堡統治者的弗雷德里克三世（後來成為普魯士的腓特烈一世)，任命戈特弗里德·基希為他的皇家天文學家。